# Тома Биков
Тома Любомиров Биков е български политолог, народен представител, журналист и политик от ПП ГЕРБ. Народен представител е от 2017 година.

## Биография
Завършва актьорство за драматичен театър в ЮЗУ „Неофит Рилски“ – Благоевград. Магистър по политология от СУ „Св. Климент Охридски“. От 2002 до 2005 година работи като актьор в Драматичен театър „Гео Милев“ – Стара Загора.
От 2006 до 2010 година е журналист и автор на политически коментари във вестник „Гласове“. През 2008 година е редактор в сутрешния блок на БНТ, а след това водещ на предаване в телевизия RE-TV. От 2010 до 2012 година е главен редактор на сайта glasove.com.

## Политическа дейност
През 2012 година влиза в политиката като става съучредител и член на Националния съвет на Движение България на гражданите, което е оглавено от първия български еврокомисар Меглена Кунева. Водач на листата на Движение България на гражданите във 2-ри МИР – Бургас на предсрочните парламентарни избори през 2013 година. След неуспеха на движението през 2013 година, участва активно в създаването на Реформаторския блок.
След изборите за европейския парламент през 2014 година се дистанцира от дясно-центристката коалицията и отказва номинация за кандидат за народен представител. Като основен аргумент за това свое решение изтъква нежеланието на лидерите на блока да постигнат общо лидерство, обща структура и общ механизъм за взимане на решение.
Дистанцира се от Реформаторския блок и става съучредител и член на Управителния съвет на Института за дясна политика.
Със създаването на Института се обявява за коалиция между ГЕРБ и Реформаторския блок след предсрочните парламентарни избори през 2014 година. След създаването на второто правителство на Бойко Борисов е поканен за съветник в Министерския съвет и се присъединява към екипа на Заместник министър-председателя по коалиционната политика и държавната администрация и министър на вътрешните работи Румяна Бъчварова, където отговаря за коалиционната политика.
Участва в предсрочните парламентарни избори през 2017 година като кандидат за депутат от гражданската квота на ГЕРБ в 24 МИР – София.
На 26 март 2017 година е избран за народен представител в XLIV народно събрание, където е член на комисиите по „Културата и медиите“, „Политиките за българите в чужбина“ и „Отбрана“.
На парламентарните избори поведени на 4 април 2021 е избран за депутат в XLV народно събрание. На изборите на 11 юли 2021 година е избран за депутат в XLVI народно събрание, където е председател на Комисията по културата и медиите. На парламентарните избори на 3 ноември 2021 година е избран за депутат в XLVII народно събрание. На 2 октомври 2022 година е избран за депутат в XLVIII народно събрание. Зам.-преседател на ПГ на ГЕРБ-СДС в XLV, XLVI, XLVII и XLVIII народно събрание. Зам.-председател на Комисията по културата и медиите в XLVII и XLVIII народно събрание. На 2 април 2023 година е избран за депутат в XLIX народно събрание, в което е председател на Комисията по културата и медиите. На 9 юни 2024 година е избран за депутат в L народно събрание, в което е зам.-председател на Комисията по културата и медиите. На 27 октомври 2024 година е избран за депутат в LI народно събрание.
Има две деца.

## Творчество
През 2009 година издава книгата „Досието на Доган“, през 2014 година – „Другата история на България – 157 модерни апокрифа“, а през 2019 година – „Политически кризи и служебни правителства“. Първите две книги са продадени в няколко хиляден тираж. През 2021 година от печат излиза и четвъртата му книга „Българските Революции“, а през 2024 година е издадена "Българските контрареволюции и краят на идеологиите".